# Hrabstwo Stafford (Wirginia)

Piramida wieku hrabstwa

Hrabstwo Stafford – hrabstwo w USA, w stanie Wirginia, według spisu z 2000 roku liczba ludności wynosiła 124 177. Siedzibą hrabstwa jest Stafford.

## Geografia
Według spisu hrabstwo zajmuje powierzchnię 725 km², z czego 699 km² stanowią lądy, a 26 km² – wody.

### CDP
- Aquia Harbour
- Boswell's Corner
- Falmouth
- Southern Gateway
- Stafford